# Лесной Хутор
Лесно́й Ху́тор (каз. Лесной Хутор) — село в Бурабайском районе Акмолинской области Казахстана. Входит в состав Златопольского сельского округа. Код КАТО — 117051200.

## География
Село расположено в южной части района, на расстоянии примерно 34 километров (по прямой) к юго-западу от административного центра района — города Щучинск, в 19 километрах к юго-западу от административного центра сельского округа — села Златополье.
Абсолютная высота — 418 метров над уровнем моря.
Ближайшие населённые пункты: село Успеноюрьевка — на юго-востоке, село Обалы — на северо-западе.

## Население
В 1989 году население села составляло 223 человек (из них русские — 69%).
В 1999 году население села составляло 301 человек (203 мужчины и 98 женщин). По данным переписи 2009 года, в селе проживали 122 человека (62 мужчины и 60 женщин).
| Численность населения | Численность населения | Численность населения |
| 1989                  | 1999                  | 2009                  |
| --------------------- | --------------------- | --------------------- |
| 223                   | ↗301                  | ↘122                  |

## Улицы[5]
- ул. Лесная
- ул. Озёрная
- ул. Центральная